# Marek Majkrzak
Marek Majkrzak (ur. 12 października 1965 w Głuchołazach) – polski dyskobol, mistrz i reprezentant Polski.

## Kariera sportowa
Był zawodnikiem Chemika Kędzierzyn, Unii Kędzierzyn, Ekonomika Nysa, Browaru (następnie ZKS) Schöller Namysłów i AZS-AWF Warszawa.
Na mistrzostwach Polski seniorów zdobył 12 medali, w tym dwa złote (1992, 1994), cztery srebrne (1989, 1990, 1993, 1998) i sześć brązowych (1991, 1997, 1999, 2000, 2001, 2002).
Reprezentował Polskę w zawodach superligi Pucharu Europy w 1993, zajmując siódme miejsce, z wynikiem 55,50 oraz w zawodach I ligi Pucharu Europy w 1994, zajmując szóste miejsce, z wynikiem 56,02.
Rekord życiowy: 61,54 (22.08.1992).